# Hamoukar
Hamoukar est un site archéologique situé en Syrie, au nord-est à proximité de la frontière irakienne, dans la région du Khabur. Des fouilles y ont été menées par une équipe de l'Oriental Institute de l'université de Chicago à partir de 1999, assistée par la suite par une équipe syrienne. Les fouilles y ont cessé en 2005. Les niveaux majeurs mis au jour remontent au IVe millénaire av. J.-C. (période d'Uruk) et au IIIe millénaire av. J.-C. durant lequel la surface occupée excède les 100 hectares, puis le site est abandonné durant le IIe millénaire av. J.-C., avec des occupations limitées par la suite, jusqu'à la période islamique.
Les niveaux qui ont le plus attiré l'attention des chercheurs dans un premier temps sont ceux de la période d'Uruk, durant laquelle le site s'étend sur un peu moins de 15 hectares. Durant la seconde moitié du IVe millénaire av. J.-C., Hamoukar présente les traits caractéristiques des colonies originaires de Basse Mésopotamie telles qu'elles ont été identifiées dans la région du Moyen Euphrate (en particulier à Habuba Kabira). La découverte la plus spectaculaire accomplie sur ce site fut la trouvaille de plus de 1 200 balles d'argile sans doute utilisées comme projectiles durant un assaut mené contre la ville, peut-être au moment de la prise de contrôle par les gens venus du sud mésopotamien.